# Список умерших в 525 году

## Февраль
- 1 февраля — Бригитта Ирландская, католическая и православная святая, покровительница Ирландии.

## Июнь
- Юань Ча[кит.] — китайский государственный деятель династии Северная Вэй, фактический регент (520—525); принуждён к самоубийству.

## Август
- Эптад Отенский[фр.] — священник, монах, отшельник, основатель Червонского аббатства, святой римско-католической церкви, покровитель кузнецов

## Дата смерти неизвестна или требует уточнения
- Бертахар, король Тюрингии (ок. 507—525).
- Деодат из Блуа, святой отшельник или игумен из Блуа.
- Зу Нувас — йеменский царь, последний правитель независимого Химьяритского царства (515—525); погиб в бою.
- Квинциан Родезский, христианский святой, епископ Родезский (506—515), епископ Клермонский (515—525).
- Фелек ап Мерион, король Лионессе (490—525).
- Цзу Гэн, древнекитайский математик, астроном и государственный деятель времён империй Южная Ци и Южная Лян.
- Эохайд мак Энгуса, король Мунстера (490/492 (?)—525) из рода Эоганахтов.